# Metalskolen Jørlunde
Metalskolen Jørlunde er et kursus- og konferencecenter ejet af fagforeningen Dansk Metal. Tegnet af arkitekten Carl R. Frederiksen. Grundstenen blev lagt den 13.08.1966 af daværende forbundsformand  Hans Rasmussen. Metalskolen blev indviet 11. marts 1968. Konferencecenteret er beliggende i et 42 tønder land naturskønt fredet område, direkte ned til Buresø i den nordsjællandske landsby Jørlunde, ved Slangerup i Frederikssund kommune. I 1981 blev skolen udbygget med endnu en værelsesfløj, på samme tid blev det 4x25 m. store svømmebassin overdækket, og blev dermed en integreret del af konferencecentret. 
I forbindelse med Dansk Metals 100 års jubilæum fik forbundet overdraget en gave fra Arbejdernes Landsbank, skulpturen "Tangen" af kunstneren Børge Jørgensen. "Tangen" er en 8,5 meter høj skulptur i rustfrit stål. "Tangen" er i dag Metalskolen Jørlundes vartegn. 
På Metalskolen Jørlunde hænger maleriet En agitator malet af Erik Henningsen, maleriet var en gave til skolen ved dens indvielse i 1968 fra Centralforeningen for de københavnske smede. Smedeformanden Hans Rasmussen købte billedet for 16-17.000 kroner af Julius Bomholt, som han kendte fra sit arbejde i Folketinget.

## Ekstern henvisning
1. ↑  Dansk Metal - Agitatoren på museum | Fagforening & A-kasse (Webside ikke længere tilgængelig)

- Dansk Metal - Metalskolen | Fagforening & A-kasse Arkiveret 9. december 2012 hos  Wayback Machine
- Metal skolen Arkiveret 22. oktober 2020 hos  Wayback Machine

55°49′31.29″N 12°11′46.92″Ø / 55.8253583°N 12.1963667°Ø